# Bongao

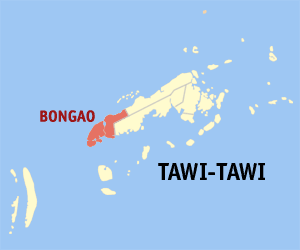
Bongaos läge i Tawi-Tawi

Bongao är en kommun och ort i Filippinerna och är belägen i provinsen Tawi-Tawi i regionen Muslimska Mindanao. Den är en av två orter som brukar nämnas som provinsens administrativa huvudort, den andra är Panglima Sugala. Den hade 95 055 invånare vid folkräkningen 2007. Kommunen är indelad i 35 smådistrikt, barangayer, varav 7 är klassificerade som urbana.